# Susanne Bartsch
Susanne Bartsch (Bäretswil, Suiza,1951) es una socialite y organizadora cultural estadounidense de origen suizo. Productora de eventos cuyas fiestas mensuales en el bar Copacabana a fines de la década de 1980, caracterizadas por su extravagancia y opulencia, unió a la clase alta y el Demi monde, y la convirtió en un ícono de la vida nocturna en Nueva York. "El nombre que lleva la señora Bartsch," según The New York Times, es "el equivalente a una etiqueta de alta costura en la vida nocturna, gracias al gran número de extravagancias montadas en ciudades de Montreal a Miami".

## Biografía
En 1979 dejó la casa de su infancia en las laderas de los Alpes de Appenzell y se mudó a Londres. Allí tuvo estrechas relaciones tanto con Jimmy Page como con Malcolm McLaren entre otros. En 1981 se trasladó a Nueva York, donde abrió una boutique de ropa. En SoHo, presentó nuevos diseñadores y marcas británicas, entre ellas  Anna Piaggi, que fortaleció su pasión por lo vintage,Vivienne Westwood,Leigh Bowery, BodyMap, John Galliano  o  el modista de sombreros para mujeres Stephen Jones que fue una especie de inspiración para su futura trayectoria en el ámbito de las tendencias. Apoyó el progreso de varios jóvenes diseñadores estadounidenses.RuPaul ha mencionado que  "Susanne Bartsch continuó donde lo dejó Warhol ".
Miembro del Club Kids, organizó sus primeras fiestas transgresoras, por las que se hizo famosa, en conocidas discotecas de Nueva York como Savage, Bentley y Copacabana, apareciendo sistemáticamente vestida con trajes masculinos, junto a drag queens y otros personajes provocativos.
Susanne Bartsch  fue pionera de los derechos LGBT y defensora de otras importantes campañas, fue la creadora en 1989 del Love Ball, un gran evento público organizado en Nueva York con el que recaudó 2 millones y medio de dólares para destinarlos a la investigación del sida, un enfermedad que había matado a varios de sus amigos y conocidos, según reveló en una entrevista a la revista suiza. Fortalecida por el resultado obtenido, Susanne Bartsch creó otros Love Balls, que tuvieron lugar tanto en Estados Unidos como en Europa (en Londres y París). Por primera vez, el vogueing y las casas inspiradas en el travestismo de Harlem fueron introducidos a una audiencia nacional. En declaraciones a la revista Swiss Magazine, dijo haber perdido a la mitad de sus amigos y conocidos a mediados de los 80, a causa del sida.
En 1995 se casó con David Barton, un empresario del fitness, transformando la ceremonia religiosa en un auténtico evento de moda, llamado "Inspiración", en el que hacía desfilar a todos sus familiares y amigos más cercanos antes de presentarse ante el celebrante con un velo muy fino. Diseñado por Thierry Mugler. Participó en trabajo filantrópico, organizando donaciones anuales de juguetes junto a su pareja David Barton. El matrimonio acabó en divorcio en 2010, pero Susanne Bartsch mantuvo excelentes relaciones con su exmarido, que todavía la apoya en muchas de sus iniciativas.

## Premios y reconocimientos
- En 2015, The Museum at FIT montó una exposición que celebra sus trajes famosos.[6]
- Una exposición titulada Susanne Bartsch: Arte-a-Porter (Susanne Bartsch: Arte para llevar) en el Tampa Museum of Art entre el 30 de julio y el 11 de noviembre de 2017.

- En 2017 fue homenajeada en Siete mujeres, un documental de Yvonne Svò sobre siete mujeres que han dejado su huella.[7]
- En 2022 ganó el Gran Premio de Diseño de Suiza.